# Delegate River
Delegate River är ett vattendrag i Australien. Det ligger i delstaten Victoria, omkring 370 kilometer öster om delstatshuvudstaden Melbourne.
Trakten runt Delegate River består i huvudsak av gräsmarker. Trakten runt Delegate River är nära nog obefolkad, med mindre än två invånare per kvadratkilometer. Genomsnittlig årsnederbörd är 1 277 millimeter. Den regnigaste månaden är juni, med i genomsnitt 238 mm nederbörd, och den torraste är juli, med 58 mm nederbörd.